# Nhiễm sắc thể số 21
Nhiễm sắc thể 21 là một trong 23 nhiễm sắc thể ở người. Ở mỗi tế bào xôma của người thường có hai bản sao của nhiễm sắc thể này (viết tắt là 2.21). Đây là nhiễm sắc thể nhỏ nhất trong tế bào, chứa khoảng 48 triệu cặp nucleotide (48 Mbp) và chỉ chiếm khoảng 1,5% đến 2% tổng số DNA trong tế bào. Nhiễm sắc thể số 21 được chú ý nhiều trong Di truyền y học, do rối loạn số lượng của nó có thể gây ra hội chứng Down là thể ba nhiễm số 21 (viết tắt là 3.21).
Năm 2000, các nhà nghiên cứu thuộc Dự án Gene người thông báo rằng họ đã xác định trình tự của các cặp cơ sở tạo nên nhiễm sắc thể này, trong đó, nhiễm sắc thể 21 là nhiễm sắc thể thứ hai của con người được giải trình tự đầy đủ, chứa khoảng 300 gen cấu trúc (citron) quy định nhiều loại prôtêin khác nhau ở người.